# Уявні величини (оповідання)
«Уявні величини» (англ. The Imaginary) — науково-фантастичне оповідання американського письменника Айзека Азімова, вперше опубліковане у листопаді 1942 року журналом «Super Science Stories». Увійшло до збірки «Ранній Азімов» (1972).
Разом з оповіданнями «Homo Sol» та «Розіграш» утворює трилогію «Homo Sol», яка розповідає про Галактичну Федерацію гуманоїдних рас у якій психологія розвинена до рівня точної науки і на ній тримається уся політика Федерації. Тому видатні психологи займають провідну роль у суспільстві.

## Сюжет
Психолог Тан Порус з Арктуріанського університету придумав неординарне пояснення мозкової реакції одного з видів кальмарів, який спантеличив всіх інших вчених Федерації. Його обчислення використовували уявні числа у своїх проміжних кроках, результатом було все ж таки дійсне число, яке правильно описувало поведінку кальмара.
У той час як Порус знаходився у відпустці вдома, двоє з його учнів прочитати про серію експериментів з використання магнітних полів і випромінювання, щоб викликати реакцію у безхребетних тварин. Вони винайшли стимул який для формул Поруса для кальмара повинен був призвести до уявних чисел для результату рівняння.
Вони проводять експеримент з катастрофічними результатами. Кальмар починає випромінювати «поле смерті» невідомого типу, яке розширюється безконтрольно і потенційно може вбити всіх тварин і рослин.
Порус терміново відкликаний зі своєї рідної планети і розробляє метод, який теоретично повинен зупинити розширення; шляхом зміни рівня рН води в резервуарі кальмара до 3. Він зголошується самому випробувати цей метод, використовуючи костюм з пластинами осмію, який буде тимчасово протистояти радіації. Він наливає соляної кислоти в бак і успішно знищує поле.